# باريس تورز 1911
باريس تورز 1911 هو سباق دراجات هوائية، وهو الموسم رقم 8 من باريس تورز، وأقيم في 1911.
فاز بالمركز الأول أوكتاف لابيز، وبالمركز الثاني Cyrille van Hauwaert ‏، وبالمركز الثالث إميل جورجيت.

## الفائزون
| الترتيب | الفائز                |
| ------- | --------------------- |
| الفائز  | أوكتاف لابيز          |
| الثاني  | Cyrille van Hauwaert ‏ |
| الثالث  | إميل جورجيت           |